# توتک سفید
توتک سفید یک روستا در ایران است که در شهرستان محلات واقع شده‌است.